# Howard Wright (cestista)
Howard Gregory Wright (San Diego, 20 dicembre 1967) è un ex cestista statunitense, professionista nella NBA, in Europa e in Giappone.

## Palmarès
- Liga catalana: 1

Joventut Badalona: 1994